# Limnodromus
Limnodromus là một chi chim trong họ Scolopacidae.

## Các loài
- Limnodromus griseus (Gmelin, 1789)
- Limnodromus scolopaceus (Say, 1823)
- Limnodromus semipalmatus (Blyth, 1848)